# Rodolfo González Aránguiz
Rodolfo Antonio González Aránguiz (Santiago del Cile, 28 febbraio 1989) è un calciatore cileno, difensore del Cobreloa.

## Palmarès

### Club

#### Competizioni nazionali
- Primera B: 1

Cobreloa: 2023